# Hans Tutert

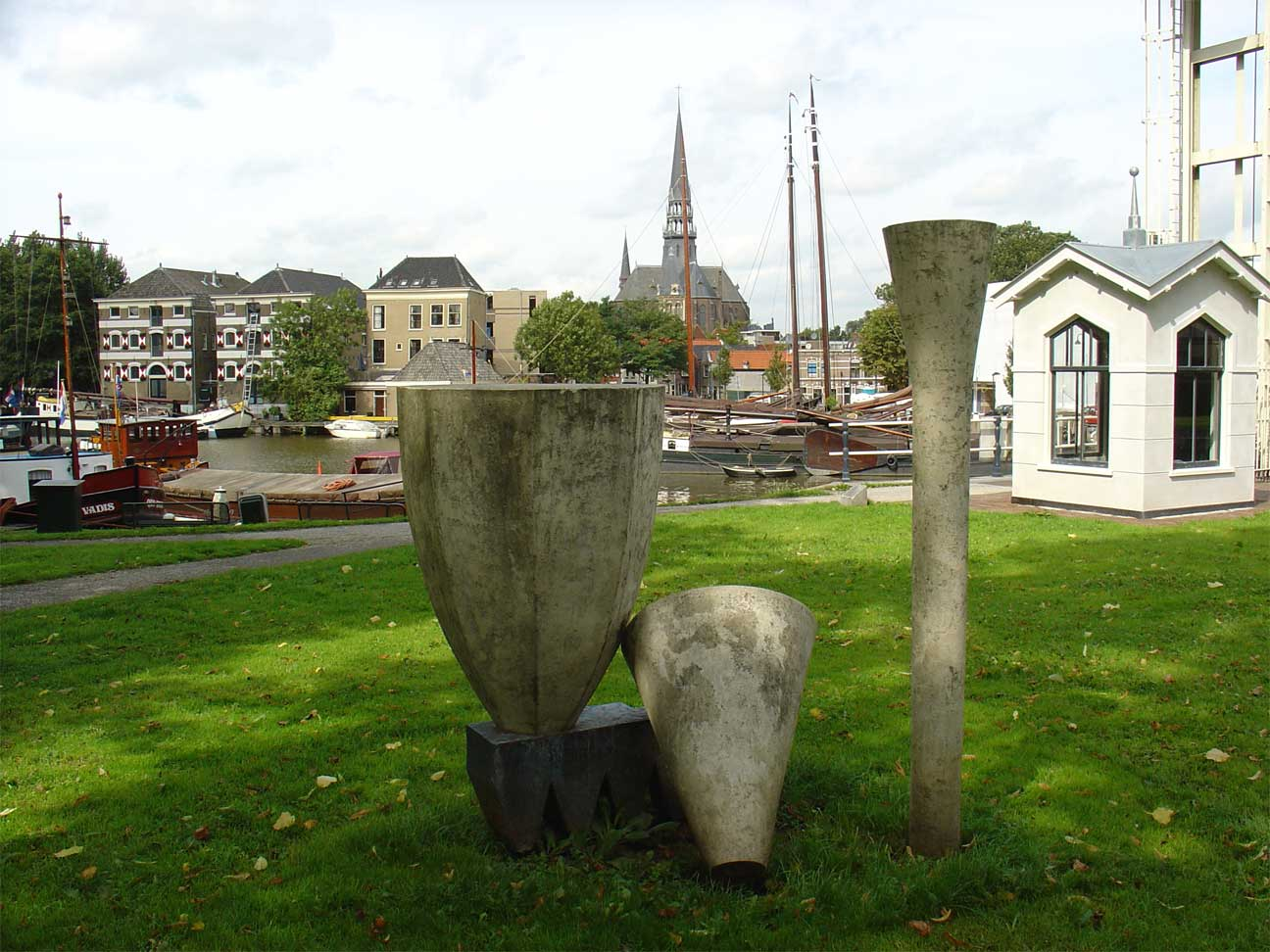
Een laatste confrontatie door Hans Tutert - Gouda (1992)

Johannes Hermanus Maria (Hans) Tutert (Rotterdam, 16 mei 1960) is een Nederlandse beeldhouwer, schilder en tekenaar.

## Leven en werk
Tutert volgde de opleiding aan de Hogeschool voor de Kunsten Utrecht. Hij vestigde zich als beeldend kunstenaar te Gouda. Tutert exposeerde zowel in binnen- als in buitenland. Zijn werk was onder meer te zien in Amsterdam, Barcelona, Gouda en Haarlem. In 1994 won hij de Goudse Kunstprijs. Hij portretteerde het Gouds Symfonie Orkest en de individuele leden ervan. Zijn werk Een laatste confrontatie (zie: afbeelding) werd opgenomen in de Goudse beeldenroute en staat bij de Mallegatsluis, de plaats waar schepen Gouda verlaten.
Werk van Tutert bevindt zich in de collectie van het MuseumgoudA te Gouda.